# Милош Секуловић
Милош Секуловић (Фоча, 9. мај 1996) босанскохерцеговачки је фудбалер који тренутно наступа за  Леотар из Требиња.

## Каријера
Секуловић је своју фудбалску каријеру започео у Фочи, играјући за локалну Сутјеску. У сезони 2013/14, забележио је 22 наступа и постигао 3 гола у Првој лиги Републике Српске. Потом је, лета 2014. године приступио крушевачком Напретку и у наредној сезони наступао за омладинце овог клуба. По одласку из Напретка, наступао је и за Рудар из Угљевика. Лета 2016. вратио се у матичну Сутјеску.